# 阿爾特曼山
47°14′22.4″N 9°22′18.4″E / 47.239556°N 9.371778°E

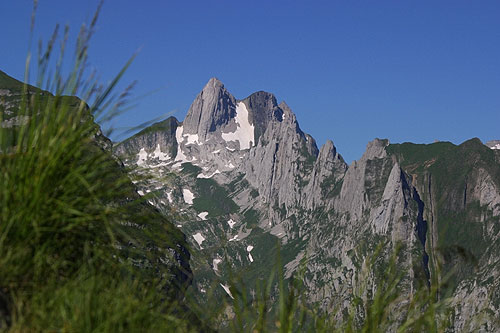

阿爾特曼山（Altmann, Sankt Gallen），是瑞士的山峰，位於該國東北部，處於內阿彭策爾州和聖加侖州接壤的邊界，屬於阿彭策爾阿爾卑斯山脈的一部分，海拔高度2,435米，山體由石灰岩組成。

## 外部連結
- Altmann on Summitpost （页面存档备份，存于）
- Altmann on Hikr （页面存档备份，存于）
- Spherical panorama of Altmann （页面存档备份，存于）